# Il padre per amore
Il padre per amore è un'opera teatrale in versi martelliani in cinque atti di Carlo Goldoni portata in scena per la prima volta a Venezia nell'autunno del 1757, riscuotendo un buon successo.
L'autore, che trasse dichiaratamente spunto dalla commedia Cénie di Françoise de Graffigny, da lui vista rappresentata nel 1756 a Parma da una compagnia francese, scrisse nella prefazione per l'edizione a stampa: Mi piacque assai di quell'opera l'argomento, il patetico, l'interesse, ed ho pensato di trasportarla sul mio Teatro. Ho preso lo scheletro, l'ho vestito all'Italiana, l'ho animato a mio genio, l'ho diretto altrimenti, e mi è riuscito una Commedia che ha fatto piacere al pubblico, ed ha procurato a me dell'onore. [...] Ecco la terza Commedia, fra le tante da me composte, che ho preso in parte da altri. Quand'io lo faccio, lo dico liberamente; è lecito lavorare qualche volta sull'altrui fondo, ma convien dirlo, convien confessarlo, star lontano dall'impostura, darsi quel merito che ci appartiene, e non arrogarsi l'altrui, poiché, o presto, o tardi, la verità si manifesta, e se ne riporta il biasimo ed il disonore.
Per l'episodio dello scambio di persone a motivo del medesimo naso deformato, Goldoni si ispirò alla raccolta Cause celebri di Pitaval.

## Trama
Napoli. La rivalità per conquistare il cuore di Marianna tra i due nobili fratelli Luigi e Ansaldo, nipoti del principe Fernando, crea una serie di imbrogli ed equivoci.

## Poetica

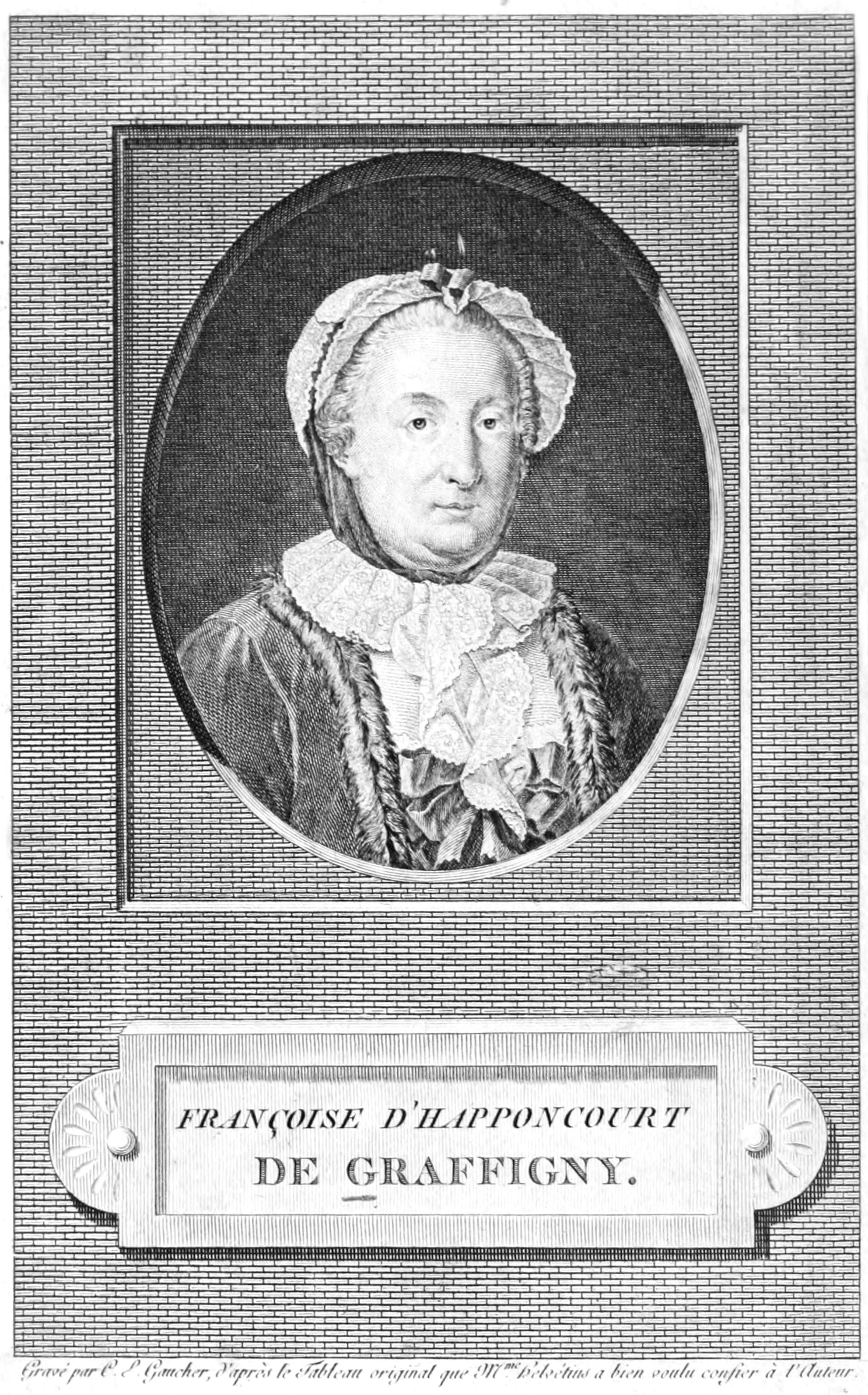
Madame de Graffigny

Scrisse Goldoni nei suoi Mémoires: Tenni dietro all'autrice francese, per quanto una composizione straniera poteva uniformarsi al gusto italiano. Cénie non era che un dramma affettuoso e dilettevole, ma privo affatto di energia comica. Chi conosce la composizione francese potrà giudicare se io l'abbia guastata, o resa piacevole senza recar pregiudizio alla nobiltà e importanza del soggetto. Vero è che gl’'Italiani non si accorsero che fosse un'imitazione; ma io lo dissi a tutti, credendomi abbastanza onorato di dividere gli applausi con una donna rispettabile, che faceva onore alla sua nazione e al suo sesso.